# Batalha de Plymouth
A Batalha de Plymouth foi uma batalha naval da Primeira Guerra Anglo-Holandesa que ocorreu em 16 de Agosto de 1652 (26 de agosto de 1652 no Calendário gregoriano). Foi um conflito curto que teve como resultado uma inesperada vitória da República Holandesa sobre a Comunidade da Inglaterra. O almirante inglês George Ayscue atacou a linha externa de um comboio holandês comandado pelo vice-comodoro Michiel de Ruyter. Os holandeses conseguiram forçar Ayscue a desistir do embate, podendo assim partir com segurança para o Atlântico enquanto os ingleses tiveram que ir para Plymouth para reparos.

## Antecedentes
Em 19 de julho, De Ruyter foi nomeado Vice-Comodoro, uma criação originalmente holandesa entre Capitão e Contra-Almirante, com a frota confederada holandesa e logo depois assumiu o comando, na ausência do Vice-Almirante Witte de With, de um esquadrão reunido em Wielingen, na costa da Zelândia, para escoltar um grande comboio. Por volta de 10 de agosto, De Ruyter partiu para o mar antes da chegada dos navios mercantes, em busca de uma frota inglesa de quarenta navios, comandada por Ayscue, que ele sabia ter deixado o ancoradouro The Downs, no sul do Mar do Norte, perto do Canal da Mancha, em 19 de julho. O esquadrão de De Ruyter naquele momento consistia em 23 navios de guerra e seis navios de fogos, com um total de cerca de 600 canhões e 1.700 homens. Como De Ruyter relatou aos Estados Gerais dos Países Baixos, a maioria das tripulações era mal treinada, muitos navios eram mal conservados e ele tinha apenas dois meses de suprimentos. No entanto, ele preferiu travar a batalha mais cedo, sem o fardo de ter que proteger o comboio.
Chegando ao Canal da Mancha, ele logo descobriu que Ayscue não estava interessado em lutar contra a esquadra holandesa, mas evitou-o na esperança de interceptar o comboio. Para atrair Ayscue, De Ruyter começou a navegar ao largo da costa de Sussex, causando alvoroço na população local. No entanto, embora a frota de Ayscue tivesse crescido para 42 navios, ele não reagiu. Enquanto isso, De Ruyter havia perdido dois navios, enviados para escoltar um único navio mercante até a foz do rio Somme, quando colidiram, afundando um, o Sint Nicolaes, e danificando gravemente o outro, o Gelderlandt.
Em 11 de agosto, De Ruyter finalmente se encontrou com o comboio de sessenta navios mercantes ao largo de Gravelines, no sul do Mar do Norte. Ele ficou satisfeito ao notar que o comboio trouxe consigo dez navios de guerra, elevando seu total para 31. Em 13 de agosto, De Ruyter reentrou no Canal da Mancha perto de Calais. Suas instruções eram escoltar o comboio até o Atlântico. Lá, a maioria dos navios seguiria para o Mediterrâneo junto com suas dez escoltas, enquanto a esquadra original teria que esperar para pegar navios mercantes vindos das Índias Ocidentais e transportando prata. A frota de Ayscue cresceu então para 47 navios: 38 navios de guerra, dentre os quais navios mercantes armados, cinco navios de fogo e quatro embarcações menores.

## Batalha

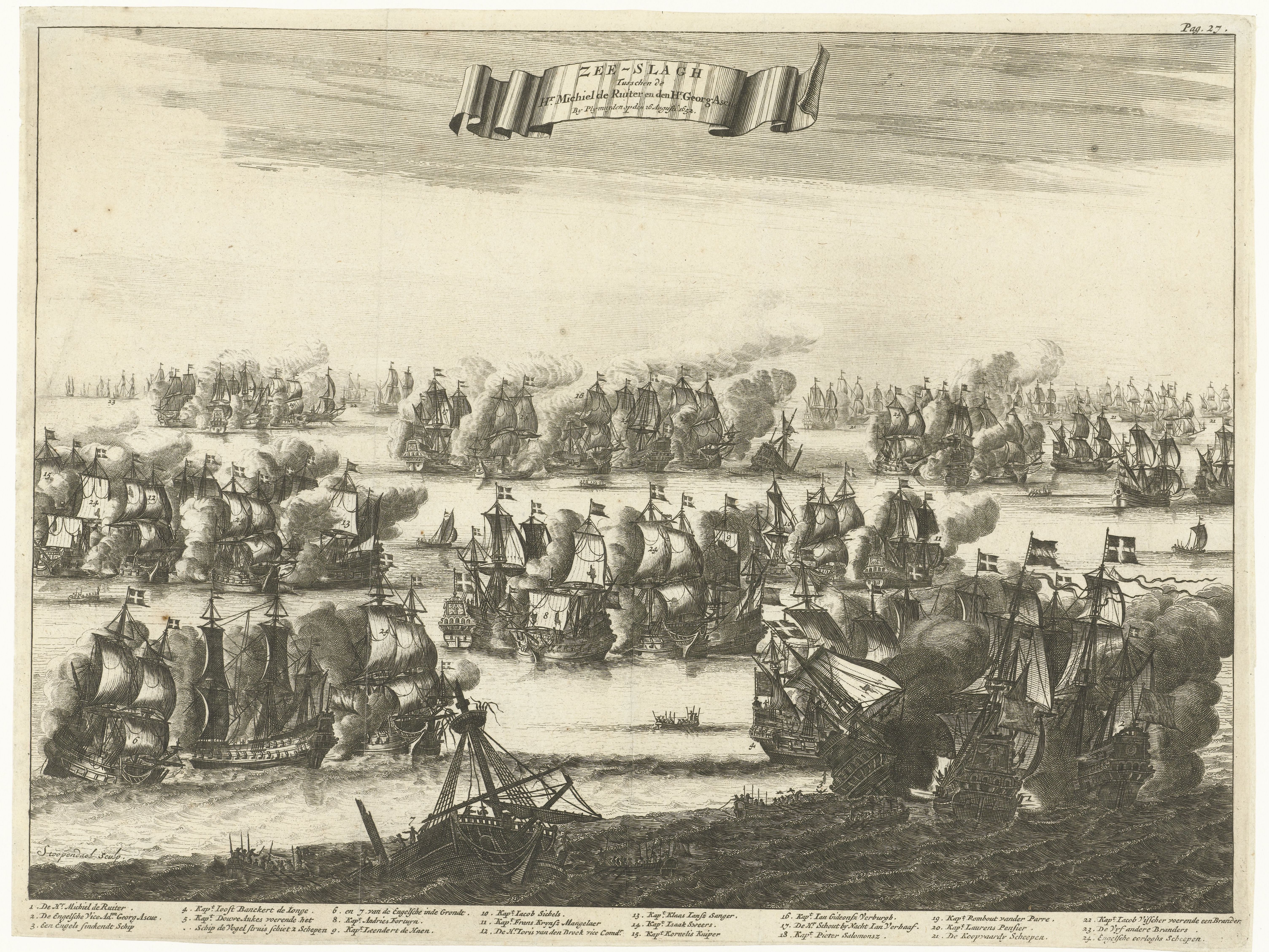
Cena da Batalha.

Em 15 de agosto, os ingleses avistaram a frota holandesa na costa de Plymouth e navegaram. Ayscue tentou um ataque direto do norte no dia seguinte, ao largo da costa da Bretanha por volta das 13h30, contra o comboio, tendo posição vantajosa em relação aos holandeses. Ele esperava que a frota inimiga se dispersasse, permitindo-lhe capturar algumas presas muito lucrativas, mas De Ruyter separou inesperadamente seu esquadrão naval e mudou de curso para enfrentar o ataque de Ayscue, protegendo os navios mercantes. Os navios de Ayscue estavam em média mais fortemente armados, mas extremamente desorganizados porque os navios mais rápidos, entre eles a nau capitânia de Ayscue, o George e o Vanguarda de seu vice-almirante William Franklin Haddock, quebraram a formação na esperança de capturar, durante uma batalha contínua, navios mercantes holandeses desgarrados. Eles agora eram incapazes de formar uma linha de batalha e explorar plenamente sua vantagem em poder de fogo sobre os holandeses. A esquadra holandesa, no entanto, navegando para o noroeste, estava em uma formação de linha defensiva áspera a sotavento, com o contra-almirante frísio Joris Pieters van den Broeck comandando a vanguarda, o próprio De Ruyter comandando o centro e o contra-almirante holandês Jan Aertsen Verhoeff comandando a retaguarda. Por volta das 16h00, a frota holandesa e sete navios avançados ingleses encontraram-se e quase imediatamente se cruzaram-se. Ambos os lados alegaram posteriormente ter "quebrado a linha inimiga". Tendo assim obtido uma posição vantajosa, os holandeses imediatamente exploraram isso, virando-se e atacando pelo norte. Eles descreveriam isso como uma segunda quebra de linha, mas provavelmente a batalha logo degenerou em uma grande confusão. Com os seus melhores navios agora cercados pela massa de navios holandeses e suportando o peso da luta, o restante mais lento da frota inglesa, consistindo em grande parte de mercantes contratados mal treinados, não estava ao chegar ao local da batalha em condições de se envolver no confronto. A superioridade numérica, portanto, também pouco rendeu aos ingleses.

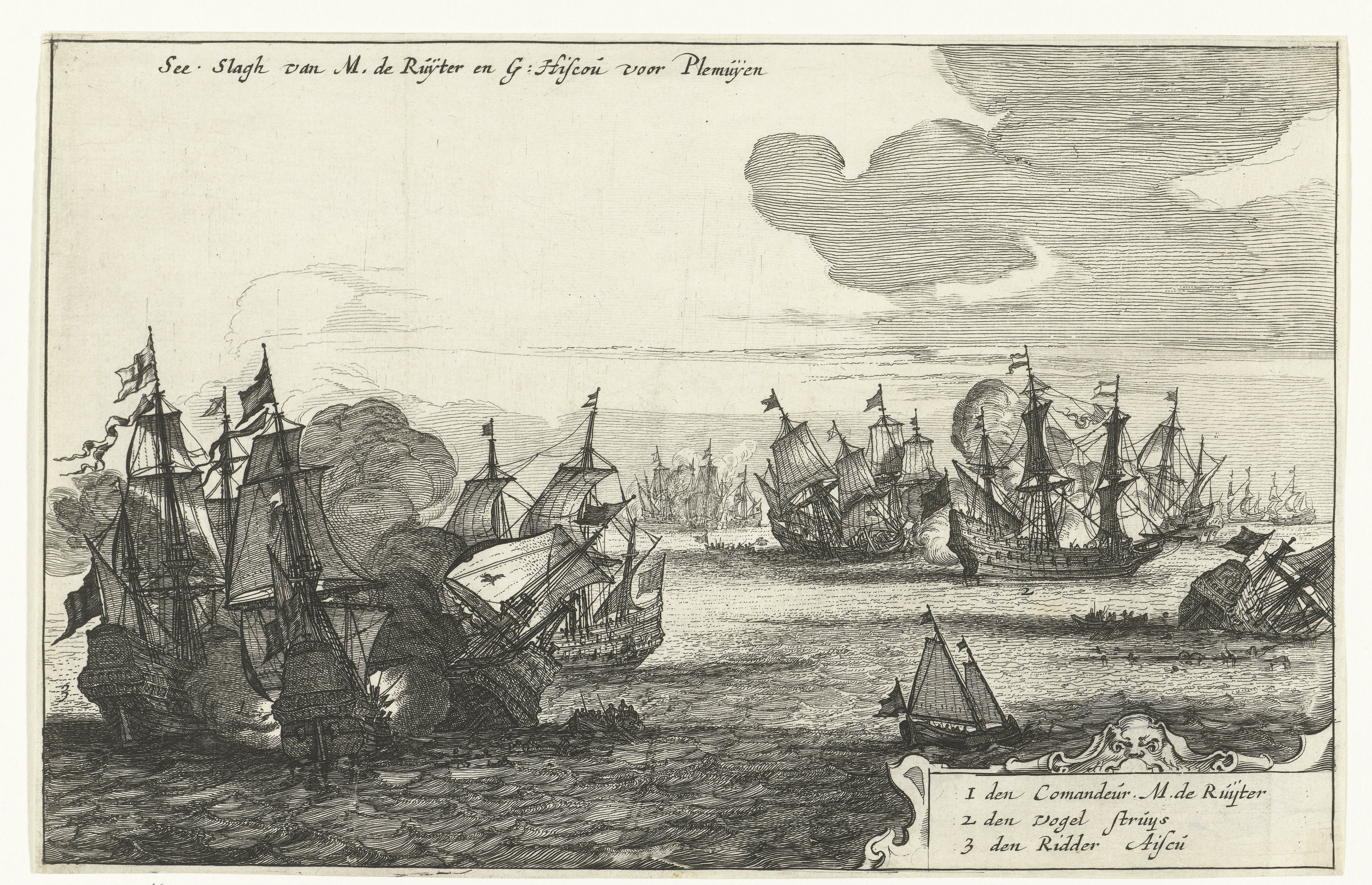
Cena da Batalha.

O maior navio batavo, o navio de guerra da Companhia Holandesa das Índias Orientais Vogelstruys, pelos padrões holandeses fortemente armado com um nível inferior de canhões de 18 libras, foi separado do resto da frota, atacado por três navios ingleses ao mesmo tempo e abordado. Sua tripulação estava perto de se render quando seu capitão, o frísio Douwe Aukes, ameaçou explodi-lo primeiro. Diante dessa alternativa a tripulação se recuperou, expulsou a equipe inglesa de abordagem e travou luta tão feroz que os navios ingleses, muito danificados e dois até afundados, interromperam o ataque. Os holandeses empregaram sua tática de desativar navios inimigos, disparando contra seus mastros e equipando-os com tiros de corrente. No final da tarde, Ayscue, sentindo-se bastante desamparado, decidiu romper o combate malsucedido e recuar para Plymouth para reparar seus navios antes que algum ficasse tão danificado que fosse capturado. O Bonaventure só conseguiu se desengajar depois que um navio de fogos inglês, o Charity, comandado pelo capitão Simon Orton, incendiou-se e afugentou os navios holandeses atacantes. De Ruyter em seu diário concluiu:
Se nossos navios de fogos estivessem conosco – eles permaneceram a sotavento –, com a ajuda de Deus, teríamos derrotado o inimigo; mas louvado seja Deus que nos abençoou porque nosso inimigo fugiu sozinho, embora tivesse 45 velas fortes e grande potência.
Nenhum dos lados perdeu um navio de guerra, mas ambos sofreram pesadas baixas entre suas tripulações. Os holandeses tiveram cerca de sessenta mortos e cinquenta feridos. Os relatórios sobre as perdas inglesas diferem: um estimou o número em setecentas vítimas, incluindo os feridos (a maioria do ataque fracassado ao Vogelstruys), outro mencionou 91 mortos, entre eles o capitão da nau capitânea de Ayscue, Thomas de Lisle. O contra-almirante Michael Pack teve uma perna amputada e pouco depois morreu devido às complicações.
De Ruyter perseguiu a frota inglesa após a sua retirada. Na manhã do dia seguinte, ambas as forças ainda estavam próximas uma da outra e ele esperava, ao perseguir agressivamente, capturar alguns retardatários. Vários navios ingleses estavam a reboque e poderiam muito bem ser abandonados se ele pressionasse o suficiente. No entanto, Ayscue, temendo por sua reputação, em 17 de agosto convenceu o conselho de guerra inglês a travar novamente batalha, se necessário, trazendo toda a sua força de volta em segurança para Plymouth em 18 de agosto. De Ruyter então enviou dois navios de guerra para escoltar a frota mercante através do Canal da Mancha até o Atlântico. Por um tempo ele considerou tentar atacar a frota inimiga ancorada em Plymouth Sound, mas no final decidiu não fazê-lo porque não tinha a posição vantajosa. Então, ouvindo que o Almirante Robert Blake estava navegando para o oeste com uma força superior de 72 embarcações, ele optou por se retirar para o oeste e continuou montando navios que chegavam das Índias Ocidentais ao longo de setembro. Em 15 de setembro, Blake chegou a Portland e enviou um esquadrão de dezoito velas comandado por  William Penn para interceptar De Ruyter, mas este último escapou para o leste ao longo da costa francesa enquanto Blake foi forçado por um tempestade para procurar abrigo em Torbay, no condado de Devon.  De Ruyter escoltou doze navios mercantes com segurança até Calais em 22 de setembro (2 de outubro no calendário gregoriano), quando seus suprimentos estavam quase acabando. Pouco depois, nove ou dez navios holandeses, entre eles a nau capitânia de De Ruyter, o Kleine Neptunis, tiveram que retornar ao porto para reparos, provavelmente por causa dos danos da batalha insuficientemente consertados.

## Perda de prestígio para os ingleses e início da fama para De Ruyter
Os navios ingleses esperavam derrotar facilmente os holandeses em uma batalha definida devido à sua superioridade em armamento e número. Embora o fracasso tenha sido uma surpresa desagradável para os ingleses, a população holandesa regozijou-se com o empate tático, saudando De Ruyter, que não era muito conhecido entre o grande público, como um herói naval. Os ingleses acusaram alguns capitães mercantes de covardia. Ayscue foi responsabilizado pela má liderança e organização: a sua tentativa de apresentar o encontro como uma vitória não conseguiu convencer. Ele perdeu o comando após essa batalha, embora provavelmente por razões políticas, pois ele conhecia simpatias monarquistas. Menos importante foi sua ênfase na captura de presas evitando batalhas. No primeiro ano da guerra esta era uma atitude muito comum, os ingleses vendo principalmente o conflito como uma grande campanha corsária que lhes permitiu ganhar riquezas às custas dos holandeses. Somente com a Batalha de Gabbard eles realmente tentariam estabelecer o domínio naval.
Essa vitória foi muito importante para a carreira naval de De Ruyter: foi a primeira vez que comandou uma força independente como comandante de frota. Antes, só tinha sido imediato de uma flotilha que ajudava Portugal em 1641. Como resultado da batalha adquiriu o apelido de “O Leão Marinho”. Antes de poder voltar para casa, De Ruyter se envolveu pela primeira vez na Batalha de Kentish Knock, mas chegando em Midelburgo ele foi recebido pelos Estados Gerais da Zelândia e recompensado com um corrente honorária de ouro de cem libras flamengas por ambas as batalhas porque na primeira mostrou "coragem masculina" e na segunda "prudência corajosa" - tendo convencido Witte de With a uma retirada oportuna.